# Jaderná elektrárna Curuga
Jaderná elektrárna Curuga (japonsky 敦賀発電所, Curuga hacudenšo) je provozní jaderná elektrárna v Japonsku. Leží poblíž města Curuga v prefektuře Fukui. Majitel a provozovatel jaderné elektrárny je společnost Japan Atomic Power Company. Elektrárna byla plánována současně s jadernou elektrárnou Mihama.

## Historie a technické informace
18. září 1961 se městská rada rozhodla postavit druhou jadernou elektrárnu v oblasti Sanrihama. 3. března 1962 se vedení prefektury Fukui rozhodlo potvrdit záměr o výstavbě elektrárny. V květnu 1962 byl plán přesunut do města Curuga, protože oblast Sanrihama se začala jevit jako nevhodná pro výstavbu elektrárny z geologického hlediska. Nová lokalita byla konkretizována na poloostrov Curuga. 19. ledna 1965 se Japan Atomic Power Company rozhodla pojmenovat elektrárnu Curuga podle města, kde se nachází. 11. října 1965 byla podána žádost na povolení k výstavbě prvního bloku. 22. dubna 1966 byla žádost odsouhlasena krátce poté začaly přípravné práce přímo na místě. 14. května 1969 byla podepsána smlouva s GE o výstavbě prvního bloku. Výstavba prvního bloku započala 24. listopadu 1966. Jednalo se o varný reaktor o hrubém výkonu 357 MW. Do sítě byl připojen již za necelé 3 roky po začátku výstavby, 16. listopadu 1969. Do komerčního provozu přešel 14. března 1970.
3. října 1979 byla podána žádost o povolení k výstavbě druhého bloku. Brzy poté byla žádost schválena a výstavba druhého bloku započala 6. listopadu 1982. Jedná se o tlakovodní čtyřsmyčkový reaktor o hrubém výkonu 1160 MW. Připojení k síti proběhlo 19. června 1986 a do komerčního provozu blok přešel 17. února 1987.
19. března 1993 byla schválena veřejná petice o výstavbě 3. a 4. bloku městskou radou města Curuga. 2. srpna 2002 byly tyto dva bloky zařazeny do hlavního plánu rozvoje energetiky země a žádost o povolení k výstavbě byla schválena 30. března 2002. 2. července 2004 byly zahájeny přípravné práce na místě, kde měly vyrůst dva nové bloky APWR o hrubém výkonu 1538 MW.

### Zemětřesení a tsunami v Tóhoku 2011
V důsledku zemětřesení a tsunami v Tóhoku v březnu 2011 byla elektrárna dočasně odstavena a současně byly zastaveny přípravné práce na výstavbě bloků 3 a 4. Bloky 1 a 2 měly zůstat odstavené do doby, než budou provedeny příslušné modernizační práce, aby mohly být splněny nové státní normy zavedené po havárii jaderné elektrárny Fukušima I. Vzhledem k tomu, že výkon prvního bloku je relativně malý a především se již chýlil ke konci své životnosti, bylo 17. března 2015 rozhodnuto, že se do provozu již nikdy nevrátí a 27. dubna 2015 byl navždy vyřazen z provozu současně s prvními dvěma bloky jaderné elektrárny Mihama. Na bloku 2 probíhají i nadále modernizační práce. Jeho šance na spuštění však byla snížena poté, co se zjistilo, že reaktor byl postaven na tektonickém zlomu. Výstavba 3. a 4. bloku čeká na další schválení.

## Informace o reaktorech
| Reaktor  | Typ reaktoru    | Výkon   | Výkon   | Zahájení výstavby | Připojení k síti | Uvedení do provozu | Uzavření    |
| Reaktor  | Typ reaktoru    | Čistý   | Hrubý   | Zahájení výstavby | Připojení k síti | Uvedení do provozu | Uzavření    |
| -------- | --------------- | ------- | ------- | ----------------- | ---------------- | ------------------ | ----------- |
| Curuga-1 | BWR-2 170-308   | 340 MW  | 357 MW  | 24. 11. 1966      | 16. 11. 1969     | 14. 3. 1970        | 27. 4. 2015 |
| Curuga-2 | Mitsubishi M412 | 1108 MW | 1160 MW | 6. 11. 1982       | 19. 6. 1986      | 17. 2. 1987        |             |
| Curuga-3 | APWR            |         | 1538 MW | Odloženo          |                  |                    |             |
| Curuga-4 | APWR            |         | 1538 MW | Odloženo          |                  |                    |             |